# Villa Manuel Pomar
Villa Manuel Pomar es una localidad argentina repartida entre los partidos de Colón y Rojas, en la provincia de Buenos Aires.
Su acceso se ubica a la vera de la Ruta Nacional 8 entre las localidades de Colón y Pergamino.

## Población
Cuenta con 251 habitantes (Indec, 2010), lo que representa un descenso del 11% frente a los 283 habitantes (Indec, 2001) del censo anterior. Parte de la localidad se extiende sobre el partido de Colón, llamándose El Arbolito. Las cifras corresponden a la población de ambas localidades.
| Gráfica de evolución demográfica de Villa Manuel Pomar entre 1991 y 2010 |
|                                                                          |
| Fuente: Censos nacionales del INDEC                                      |